# Смоленська декларація
Смоленська декларація — відозва до російського народу, що формувала основні засади нового державного ладу Росії та була підписана  27 грудня 1942 року в Берліні Андрієм Власовим та Василем Малишкіним, як керівниками Російського комітету, що нібито розташований у Смоленську.

## Передісторія
З самого початку війни в лавах Вермахту служила велика кількість радянських і російських військовослужбовців, які здебільшого дотримувалися різних цілей і ідеологій — від монархізму деяких колишніх білогвардійців, незалежності козаків в межах обіцяної Казакії до простого неприйняття сталінського режиму і бажання помститися за кривди колективізації та репресії. Незважаючи на поради спеціалістів у питаннях Радянському Союзу й Росії, з початку війни Гітлер під впливом власних расових теорій відмовлявся активно залучати російські емігрантські кола та перебіжчиків до створення російських державних структур, альтернативних сталінським. Однак, зважаючи на невдачі Червоної Армії на першому етапі війни та потрапляння в полон близько 3 мільйонів радянських військовослужбовців дозволяється формування, з пропагандистською метою, Російської визвольної армії (РВА) на чолі з полоненим генерал-лейтенантом Андрієм Власовим.
З показів Андрія Власова на допиті у слідчому відділі Головного управління контррозвідки СМЕРШ у Москві 25 травня 1945 року він свідчив:

## Підготовка декларації

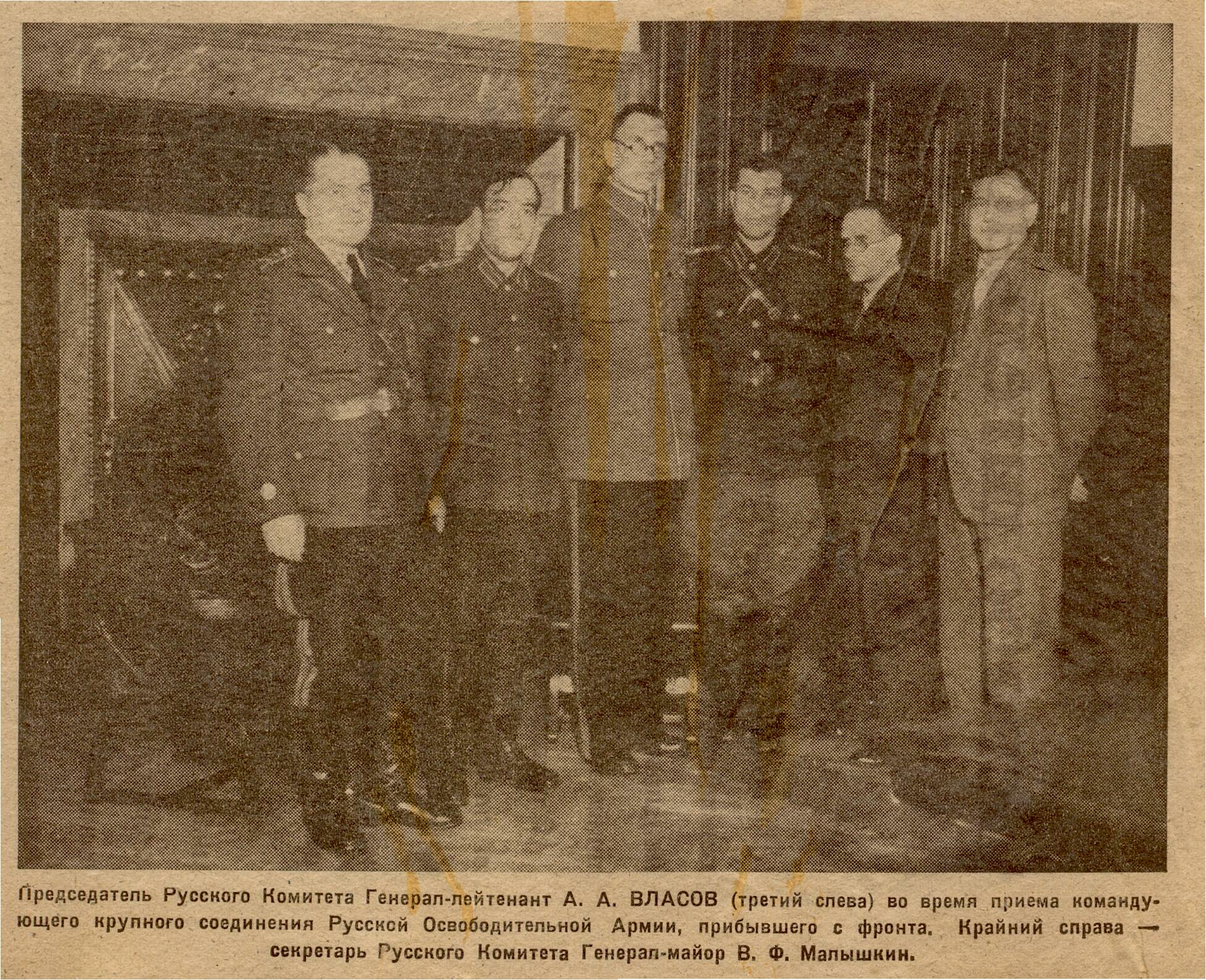
Автори деклараці: Андрій Власов (третій зліва)
Василь Малишкін (другий зліва)

В 1942 року Власов, від імені «Російського комітету» починає готувати відозву адресовану бійцям Червоної армії. У підготовці декларації беруть участь й інші «власівці».

| "... Мене і полковника Боярського викликали до себе представники розвідувального відділу при Ставці Верховного командування німецької армії полковник Ронне та відділу пропаганди Верховного командування Штрікфельдт, які заявили, що на боці німців вже воює велике число добровольців з радянських військовополонених і нам слід також взяти участь у боротьбі проти Червоної Армії. Я висловив Ронне і Штрікфельдт думку, що для росіян, які хочуть воювати проти Радянської влади, потрібно дати якесь політичне обґрунтування їх дій, щоб вони не виявилися найманцями Німеччини. Ронне відповів, що німці згодні створити уряд, до якого перейде влада після поразки радянських військ. Я заявив Ронне, що подумаю над його пропозицією і пізніше дам відповідь ... У жовтні 1942 року німці запропонували мені виїхати в Берлін. " Оригінальний текст (рос.) "…Меня и полковника Боярского вызвали к себе представители разведотдела при ставке верховного командования германской армии полковник Ронне и отдела пропаганды верховного командования Штрикфельдт, которые заявили, что на стороне немцев уже воюет большое число добровольцев из советских военнопленных и нам следует также принять участие в борьбе против Красной Армии. Я высказал Ронне и Штрикфельдту мысль, что для русских, которые хотят воевать против Советской власти, нужно дать какое-то политическое обоснование их действий, чтобы они не оказались наемниками Германии. Ронне ответил, что немцы согласны создать из русских правительство, к которому перейдет власть после поражения советских войск. Я заявил Ронне, что подумаю над его предложением и позже дам ответ… В октябре 1942 года немцы предложили мне выехать в Берлин."[3] |
Мета декларації полягала в тому, щоб заручитися підтримкою німців у справі організації Російського Комітету та Російської Визвольної Армії.

## Оприлюднення документу
Документ був виголошений 27 грудня 1942 року.

| "... ЗВЕРНЕННЯ РОСІЙСЬКОГО КОМІТЕТУ До бійців і командирів Червоної Армії, До всього російського народу та інших народів. Друзі і брати! Більшовизм - ворог російського народу. Незліченні лиха приніс він нашій Батьківщині та втягнув Російський народ в криваву війну за чужі інтереси. Ця війна принесла нашій Батьківщині небачені страждання. Мільйони російських людей вже заплатили своїм життям за злочинне прагнення Сталіна до панування над світом, за надприбутки англо-американських капіталістів. Мільйони російських людей покалічені і назавжди втратили працездатність. Жінки, старі та діти гинуть від холоду, голоду і непосильної праці. Сотні російських міст і тисячі сіл зруйновані, підірвані і спалені за наказом Сталіна. Історія нашої Батьківщини не знає таких поразок, понесла Червона Армія в цій війні. Незважаючи на самовідданість бійців і командирів, незважаючи на хоробрість і жертовність Російського народу, програвалася битва за битвою. Виною цьому - гнилість всієї більшовицької системи, бездарність Сталіна і його головного штабу. Зараз, коли більшовизм виявився нездатним організувати оборону країни, Сталін і його кліка продовжують за допомогою терору і брехливої пропаганди гнати людей на загибель, бажаючи ціною крові Російського народу утриматися при владі хоча б деякий час. Союзники Сталіна - англійські та американські капіталісти - зрадили російський народ. Прагнучи використовувати більшовизм для оволодіння природними багатствами нашої Батьківщини, ці плутократи не тільки рятують свою шкуру ціною життя мільйонів російських людей, а й уклали зі Сталіним таємні кабальні договори. У той же час Німеччина веде війну не проти Російського народу і його Батьківщини, а лише проти більшовизму. Німеччина не зазіхає на життєвий простір Російського народу і його національно-політичну свободу. Націонал-соціалістична Німеччина Адольфа Гітлера ставить своїм завданням організацію Нової Європи без більшовиків і капіталістів, в якій кожному народу буде забезпечено почесне місце. Місце Російського народу в сім'ї європейських народів, його місце в Новій Європі буде залежати від ступеня його участі в боротьбі проти більшовизму, бо знищення кривавої влади Сталіна і його злочинної кліки - в першу чергу справа самого Російського народу. Для об'єднання Російського народу і керівництва його боротьбою проти ненависного режиму, для співпраці з Німеччиною в боротьбі з більшовизмом за побудову Нової Європи, ми, сини нашого народу і патріоти своєї Вітчизни, створили Російський Комітет. Російський Комітет ставить перед собою наступні цілі: - а. Повалення Сталіна і його кліки, знищення більшовизму. - б. Підписання почесного миру з Німеччиною. - в. Створення, в співдружності з Німеччиною та іншими народами Європи, Нової Росії без більшовиків і капіталістів. Російський Комітет кладе в основу будівництва Нової Росії такі головні принципи: - 1. Ліквідація примусової праці та забезпечення робочого дійсного права на працю, яка створює його матеріальний добробут; - 2. Ліквідація колгоспів і планомірна передача землі в приватну власність селянам; - 3. Відновлення торгівлі, ремесла, кустарного промислу та надання можливості приватній ініціативі брати участь у господарському житті країни; - 4. Надання інтелігенції можливості вільно творити на благо свого народу; - 5. Забезпечення соціальной справедливості і захист трудящих від будь-якої експлуатації; - 6. Введення для трудящих дійсного права на освіту, на відпочинок, на забезпечену старість; - 7. Знищення режиму терору і насильства, введення дійсної свободи релігії, совісті, слова, зборів, друку. Гарантія недоторканності особи і житла; - 8. Гарантія національної свободи; - 9. Звільнення політичних в'язнів та повернення з в'язниць і таборів на Батьківщину тих, що зазнали репресій за боротьбу проти більшовизму; - 10. Відновлення зруйнованих під час війни міст і сіл за рахунок держави; - 11. Відновлення державних зруйнованих в ході війни фабрик і заводів; - 12. Відмова від платежів за кабальними договорами, укладеними Сталіним з англо-американськими капіталістами; - 13. Забезпечення прожиткового мінімуму інвалідам війни та їх сім'ям. Свято вірячи, що на основі цих принципів може і має бути побудовано щасливе майбутнє Російського народу, Російська Комітет закликає всіх російських людей, що знаходяться у звільнених областях і в областях, зайнятих ще більшовицькою владою, робітників, селян, інтелігенцію, бійців, командирів, політпрацівників об'єднуватися для боротьби за Батьківщину, проти її найлютішого ворога - більшовизму. Російський Комітет оголошує ворогами народу Сталіна і його кліку. Російський Комітет оголошує ворогами народу всіх, хто йде добровільно на службу в каральні органи більшовизму - Особливі відділи, НКВС, загородзагони. Російський Комітет оголошує ворогами народу тих, хто знищує цінності належні Російському народу. Обов'язок кожного чесного сина свого народу - знищувати цих ворогів народу, що штовхають нашу Батьківщину на нові нещастя. Російський Комітет закликає всіх російських людей виконувати цей свій обов'язок. Російський Комітет закликає бійців і командирів Червоної армії, всіх російських людей переходити на бік діючої в союзі з Німеччиною Російської Визвольної Армії. При цьому всім перейшов на бік борців проти більшовизму гарантується недоторканність і життя, незалежно від їхньої попередньої діяльності та займаної посади. Російський Комітет закликає російських людей вставати на боротьбу проти ненависного більшовизму, створювати партизанські визвольні загони і повернути зброю проти гнобителів народу - Сталіна і його поплічників. Російські люди! Друзі і брати! Досить проливати народну кров! Досить вдів і сиріт! Досить голоду, підневільної праці і мук в більшовицьких катівнях! Вставайте на боротьбу за свободу! На бій за святу справу нашої Батьківщини! На смертний бій за щастя Російського народу! Хай живе почесний мир з Німеччиною, що кладе початок вічного співдружності Німецького і Російського народів! Хай живе Російський народ, рівноправний член сім'ї народів Нової Європи! Голова Російського Комітету Генерал-лейтенант А. А. Власов Секретар Російського Комітету Генерал-майор В.Ф.Малишкін 27 грудня 1942 р., м. Смоленськ Оригінальний текст (рос.) ОБРАЩЕНИЕ РУССКОГО КОМИТЕТА К БОЙЦАМ И КОМАНДИРАМ КРАСНОЙ АРМИИ, КО ВСЕМУ РУССКОМУ НАРОДУ И ДРУГИМ НАРОДАМ Друзья и братья!Большевизм - враг русского народа. Неисчислимые бедствия принес он нашей Родине и, наконец, вовлек Русский народ в кровавую войну за чужие интересы. Эта война принесла нашему Отечеству невиданные страдания. Миллионы русских людей уже заплатили своей жизнью за преступное стремление Сталина к господству над миром, за сверхприбыли англо-американских капиталистов. Миллионы русских людей искалечены и навсегда потеряли трудоспособность. Женщины, старики и дети гибнут от холода, голода и непосильного труда. Сотни русских городов и тысячи сел разрушены, взорваны и сожжены по приказу Сталина. История нашей Родины не знает таких поражений, какие были уделом Красной Армии в этой войне. Несмотря на самоотверженность бойцов и командиров, несмотря на храбрость и жертвенность Русского народа, проигрывалось сражение за сражением. Виной этому - гнилость всей большевистской системы, бездарность Сталина и его главного штаба. Сейчас, когда большевизм оказался неспособным организовать оборону страны, Сталин и его клика продолжают с помощью террора и лживой пропаганды гнать людей на гибель, желая ценою крови Русского народа удержаться у власти хотя бы некоторое время. Союзники Сталина - английские и американские капиталисты - предали русский народ. Стремясь использовать большевизм для овладения природными богатствами нашей Родины, эти плутократы нетолько спасают свою шкуру ценою жизни миллионов русских людей, но и заключили со Сталиным тайные кабальные договоры. В то же время Германия ведет войну не против Русского народа и его Родины, а лишь против большевизма. Германия не посягает на жизненное пространство Русского народа и его национально-политическую свободу. Национал-социалистическая Германия Адольфа Гитлера ставит своей задачей организацию Новой Европы без большевиков и капиталистов, в которой каждому народу будет обеспечено почетное место. Место Русского народа в семье европейских народов, его место в Новой Европе будет зависеть от степени его участия в борьбе против большевизма, ибо уничтожение кровавой власти Сталина и его преступной клики - в первую очередь дело самого Русского народа. Для объединения Русского народа и руководства его борьбой против ненавистного режима, для сотрудничества с Германией в борьбе с большевизмом за построение Новой Европы, мы, сыны нашего народа и патриоты своего Отечества, создали Русский Комитет.Русский Комитет ставит перед собой следующие цели:* а. Свержение Сталина и его клики, уничтожение большевизма. * б. Заключение почетного мира с Германией. * в. Создание, в содружестве с Германией и другими народами Европы, Новой России без большевиков и капиталистов.Русский Комитет кладет в основу строительства Новой России следующие главные принципы:* 1. Ликвидация принудительного труда и обеспечение рабочему действительного права на труд, создающий его материальное благосостояние; * 2. Ликвидация колхозов и планомерная передача земли в частную собственность крестьянам; * 3. Восстановление торговли, ремесла, кустарного промысла и предоставление возможности частной инициативе участвовать в хозяйственной жизни страны; * 4. Предоставление интеллигенции возможности свободно творить на благо своего народа; * 5. Обеспечение социальной справедливости и защита трудящихся от всякой эксплуатации; * 6. Введение для трудящихся действительного права на образование, на отдых, на обеспеченную старость; * 7. Уничтожение режима террора и насилия, введение действительной свободы религии, совести, слова, собраний, печати. Гарантия неприкосновенности личности и жилища; * 8. Гарантия национальной свободы; * 9. Освобождение политических узников большевизма и возвращение из тюрем и лагерей на Родину всех, подвергшихся репрессиям за борьбу против большевизма; * 10. Восстановление разрушенных во время войны городов и сел за счет государства; * 11. Восстановление принадлежащих государству разрушенных в ходе войны фабрик и заводов; * 12. Отказ от платежей по кабальным договорам, заключенным Сталиным с англо-американскими капиталистами; * 13. Обеспечение прожиточного минимума инвалидам войны и их семьям.Свято веря, что на основе этих принципов может и должно быть построено счастливое будущее Русского народа, Русский Комитет призывает всех русских людей. находящихся в освобожденных областях и в областях, занятых еще большевистской властью, рабочих, крестьян, интеллигенцию, бойцов, командиров, политработников объединяться для борьбы за Родину, против ее злейшего врага - большевизма.Русский Комитет объявляет врагами народа Сталина и его клику. Русский Комитет объявляет врагами народа всех, кто идет добровольно на службу в карательные органы большевизма - Особые отделы, НКВД, заградотряды. Русский Комитет объявляет врагами народа тех, кто уничтожает ценности принадлежащие Русскому народу.Долг каждого честного сына своего народа - уничтожать этих врагов народа, толкающих нашу Родину на новые несчастья. Русский Комитет призывает всех русских людей выполнять этот свой долг. Русский Комитет призывает бойцов и командиров Красной армии, всех русских людей переходить на сторону действующей в союзе с Германией Русской Освободительной Армии. При этом всем перешедшим на сторону борцов против большевизма гарантируется неприкосновенность и жизнь, вне зависимости от их прежней деятельности и занимаемой должности. Русский Комитет призывает русских людей вставать на борьбу против ненавистного большевизма, создавать партизанские освободительные отряды и повернуть оружие против угнетателей народа - Сталина и его приспешников.Русские люди! Друзья и братья!Довольно проливать народную кровь! Довольно вдов и сирот! Довольно голода, подневольного труда и мучений в большевистских застенках! Вставайте на борьбу за свободу! На бой за святое дело нашей Родины! На смертный бой за счастье Русского народа! Да здравствует почетный мир с Германией, кладущий начало вечному содружеству Немецкого и Русского народов! Да здравствует Русский народ, равноправный член семьи народов Новой Европы!Председатель Русского Комитета Генерал-лейтенант А.А.ВласовСекретарь Русского Комитета Генерал-майор В.Ф.Малышкин27 декабря 1942 г., г. Смоленск[4] |

## Значення
Підписана декларація являє собою черговий етап пропагандистської діяльності Третього Рейху проти СРСР та створення РВА. Опублікування цієї декларації досягло деяких з цілей, поставлених її авторами. Термін «Російська визвольна армія» став широко відомий серед радянських громадян, які опинилися в орбіті Третього Рейху. І хоча ця армія була на той момент фікцією, декларація була доказом, що робляться якісь кроки для того, щоб конкретизувати їх політичні сподівання і змінити нацистську політику на території Радянського Союзу.
Декларація наполягає на офіційному вживанні визначення РВА для всіх російських частин. Призначення цієї армії те ж, що і призначення Російського Комітету: боротьба зі Сталіним і творення «нової Росії».